# 신천대로 (부산)
신천대로(新川大路)는 부산광역시 부산진구 전포동 문전 교차로와 부암 교차로를 잇는 부산광역시의 도로이다. 신천대로의 '신천'은 하천 이름이며 이 하천을 복개하여 만든 도로이기 때문에 신천대로가 되었다.

## 주요 경유지
부산광역시
- 부산진구 전포동 - 부전동 - 부암동

## 노선
- 연한 분홍색(■): 부산광역시도 제32호선 구간

| 이름                            | 접속 노선                                                                               | 소재지     | 소재지   | 비고                   |
| ------------------------------- | --------------------------------------------------------------------------------------- | ---------- | -------- | ---------------------- |
| 문전 교차로 (문전지하차도)      | 부산광역시도 제24호선 (황령대로) 부산광역시도 제71호선 (전포대로)                       | 부산광역시 | 부산진구 | 시점                   |
| (범내골 나들목)                 | 부산광역시도 제22호선 (동서고가도로) 동천로 전포대로171번길                             | 부산광역시 | 부산진구 | 동서고가로 진입만 가능 |
| 광무교                          | 부산광역시도 제61호선 (중앙대로)                                                        | 부산광역시 | 부산진구 |                        |
| (이름 없음)                     | 서면로 부전로                                                                           | 부산광역시 | 부산진구 |                        |
| 부전2동 교차로                  | 부산광역시도 제32호선 (범천로) 신천대로102번길 신천대로162번길                          | 부산광역시 | 부산진구 |                        |
| 부암역                          | 부산광역시도 제30호선 (가야대로)                                                        | 부산광역시 | 부산진구 |                        |
| 진양사거리                      | 부산광역시도 제35호선 (백양대로) 시민공원로                                             | 부산광역시 | 부산진구 |                        |
| 부암 교차로 (부암고가교)        | 부산광역시도 제32호선 부산광역시도 제3202호선 (동평로) 부산광역시도 제3002호선 (새싹로) | 부산광역시 | 부산진구 |                        |
| 부암고가교를 통해 동평로와 직결 |                                                                                         |            |          |                        |

## 주요 건물 및 시설
- 부산철도차량정비창 (부산광역시 부산진구 신천대로 145)
- 부산도시공사 (부산광역시 부산진구 신천대로 156)
- 롯데마트 부산점 (부산광역시 부산진구 신천대로 241)
- 부암지구대 (부산광역시 부산진구 신천대로 283)